# Hjalmar Nathorst

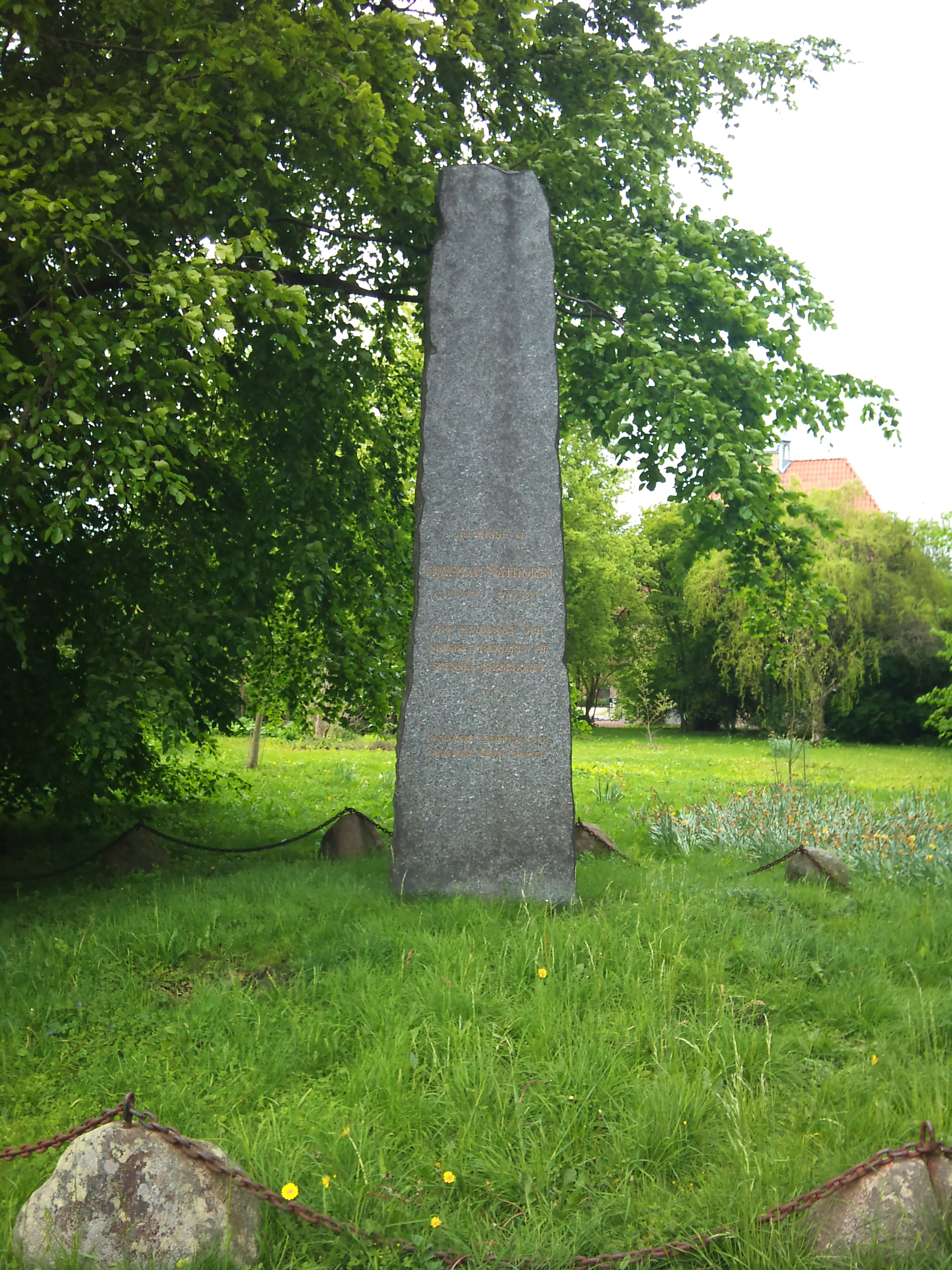
Minnessten över Hjalmar Nathorst i Alnarpsparken.

Hjalmar Otto Nathorst, född 10 september 1821 på Näs säteri i Adelövs socken, Jönköpings län, död 7 mars 1899 i Lund, var en svensk agronom. Han var son till Johan Theofil Nathhorst och hans hustru Lovisa Sofia Jonsdotter. I sitt första gifte med Marie Charlotte Mathilde (Melitte) af Georgii blev han far till Alfred och Carl Nathorst.
Nathorst blev 1841 elev vid Edward Nonnens lantbruksinstitut på Degeberg och 1842 underlärare och förvaltare vid Södermanlands läns lantbruksskola på Väderbrunn samt var 1848–1855 föreståndare för skolan och sekreterare hos Södermanlands läns hushållningssällskap. År 1855 flyttade han till Dagsholm vid Färgelanda i Dalsland, där han inrättade en lantbruksskola, för vilken han blev föreståndare, och valdes även till sekreterare i Älvsborgs läns norra hushållningssällskap. År 1861 blev han professor och föreståndare vid Alnarps lantbruksinstitut, sedan han under den närmast föregående tiden varit anlitad vid uppgörandet av planen för nämnda läroverk. Han kvarstod där med undervisning i lantbruksekonomi och husdjurslära till 1886. Tillika var han 1867–1896 sekreterare hos Malmöhus läns hushållningssällskap.
Nathorst inlade stor förtjänst om utvecklingen av Alnarps lantbruksinstitut samt dess jordbruk och kreatursskötsel, deltog verksamt och ofta som förslagsställare i arbetet för särskilt det skånska jordbrukets höjande. Främst intresserade han sig för husdjursskötseln och var därvid en ivrig förkämpe för förädling genom korsning med utländska rasdjur. Genom framstående förmåga som undervisare och talare samt en oerhört flitig produktion som författare och översättare av huvudsakligen populära skrifter utövade han stort inflytande på lantbrukets och i synnerhet husdjursskötselns utveckling. Han översatte även Emil von Wolffs Praktische Düngerlehre till svenska ("Praktisk gödsellära efter Emil Wolff: Med åtskilliga tillägg" 1868). Nathorst blev 1849 ledamot och 1885 hedersledamot av Lantbruksakademien.